# Diplomitoporus microsporus
Diplomitoporus microsporus är en svampart som beskrevs av Iturr. & Ryvarden 2010. Diplomitoporus microsporus ingår i släktet Diplomitoporus och familjen Polyporaceae.   Inga underarter finns listade i Catalogue of Life.